# Roman-fleuve
Ne doit pas être confondu avec suite romanesque.
 (mai 2012).

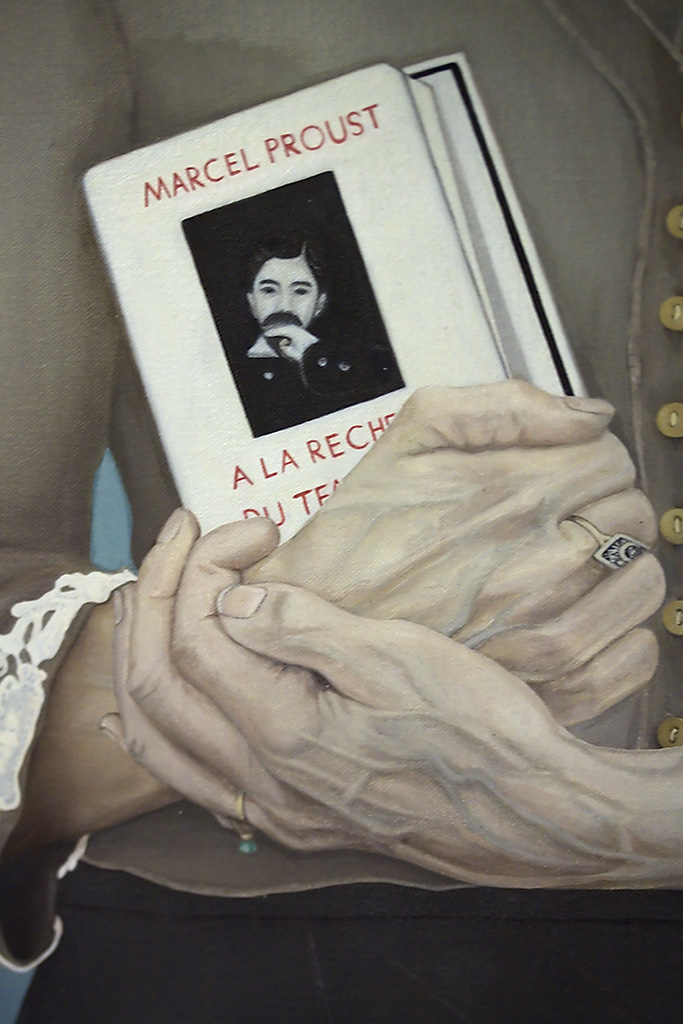
Un des plus célèbres des romans fleuves : "A la recherche du temps perdu" de Marcel Proust.

Un roman-fleuve est un vaste roman en plusieurs tomes (souvent plus d'une dizaine). Ces tomes forment un tout, dans lequel se retrouvent les mêmes personnages d'un tome à l'autre, mais peuvent néanmoins se lire séparément.

## Notion
A la notion de roman fleuve il faut associer celles de roman de longue haleine (R. Martin du Gard), roman cycle (A. Thibaudet), roman fresque (M. Touret), ou encore de saga (en référence au cycle Forsythe saga du romancier anglais John Galsworthy). Dans sa thèse soutenue en 1986, T. Samoyault propose pour sa part le terme de "roman-monde".
L'ensemble de ces termes met en lumière certaines caractéristiques majeures de ce type de romans : flux, durée de l'écriture ou de la lecture, largeur de vue, dimension épique, totalité...
Ils constituent souvent la fresque d'une famille bourgeoise sur un fond d'histoire contemporaine.

## Histoire
L'Astrée est considéré comme l'un des premiers roman-fleuve. Ce roman pastoral publié de 1607 à 1627, par Honoré d'Urfé est une œuvre littéraire majeure du XVIIe siècle ; il est parfois appelé « le Roman des romans » (6 parties, 40 histoires, 60 livres, 5 399 pages).
Artamène ou le Grand Cyrus, de Georges et Madeleine de Scudéry, publié pour la première fois en 1649, est le roman français le plus long. Il ne compte pas moins de 2 100 000 mots (13 095 pages). Ce roman-fleuve ne fut plus publié après 1653 en raison de sa longueur.
Les modèles du genre qui suivent, notamment Clélie, histoire romaine de Madeleine de Scudéry seule, ou encore la Cléopâtre, de La Calprenède (contenant le fameux personnage Artaban, parangon de fierté), après un considérable succès initial, connaîtront également, du fait d’une même prolixité, un sort analogue d’oubli complet par la postérité.
La Comédie humaine de Balzac ou, de façon plus évidente, Les Rougon-Macquart de Zola peuvent être vus comme des préfigurations du roman-fleuve. Ils en possèdent en effet certaines des formes, mais le roman zolien se définit plutôt comme une saga familiale, qui offre des points de vue sur la société. Balzac dépeint plutôt l'aristocratie, la classe bourgeoise, les bas-fonds, à la différence de Zola qui renouvelle les visions du monde en décrivant le monde ouvrier (L'Assommoir, Germinal, etc.), à côté de la bourgeoise d'affaire, des petits bourgeois, des paysans, de la prostitution, etc. dans une vision globalisante et systématique de la société.
Le roman-fleuve atteint son âge d'or en France dans les années 1900-1930. 
Jean-Christophe, de Romain Rolland, ouvre la période, en retraçant la vie de Jean-Christophe Krafft, un musicien allemand de génie, de sa naissance à sa mort. Le héros qui incarne l'espoir d'une humanité réconciliée, notamment en montrant la complémentarité de la France et de l'Allemagne, évolue et progresse humainement comme artistiquement, sur fond de bouleversements politiques et sociaux européens. La vie du héros se transforme ainsi en quête d’une sagesse : il doit passer par une série d’épreuves, maîtriser ses passions, avant de dominer sa vie et d’atteindre l’Harmonie, qui est coïncidence avec le rythme de la Vie universelle. 
En revanche, c’est par l’opposition des points de vue que s’architecture la Chronique des Pasquier, de Georges Duhamel, avec la lutte indirecte entre les frères Laurent, le scientifique idéaliste, et Joseph, le spéculateur ambitieux. Ce roman montre également une assez grande diversité des milieux sociaux d'une catégorie aisée de la population (milieu des affaires, du théâtre, de la médecine, de la science...).
Une grande diversité des points de vue, quoique moins opposés, irrigue également Les Thibault, de Roger Martin du Gard. Jacques, le frère d'Antoine Thibault (le protagoniste), possède une vision de la société totalement opposée à celle de son frère, médecin, et de son père l'orgueilleux Oscar Thibault, grand bourgeois d'un catholicisme intransigeant. Les différentes fugues de Jacques constituent le moteur des intrigues principales : Antoine partant deux fois à la recherche de son frère tenté par l'aventure, l'écriture journalistique et littéraire, la révolution sociale, le pacifisme. Une deuxième famille, celle des Fontanin, propose des personnages qui vont croiser de différentes façons (amitiés, amours...) les protagonistes, tout en introduisant un milieu de bourgeoisie protestante en regard du milieu catholique. L'évocation des deux bords de la Grande Guerre (marche à la guerre dans L'Eté 1914 et réflexion sur les propositions Wilson pour la construction de la SDN dans Epilogue) constituent les deux moments où se perdent les derniers membres de la famille Thibault : Jacques est abattu au-dessus du front alors qu'il répandait des tracts pacifistes et Antoine meurt des suites d'une exposition aux gaz toxiques dans la clinique de Grasse où il a été admis.
De son côté, Les Hommes de bonne volonté, de Jules Romains, montre des points de vue de la société à partir cette fois de personnages totalement différents socialement, du fait notamment de l'unanimisme, mouvement duquel l'auteur se revendique. Cette œuvre gigantesque est la plus importante somme romanesque de la littérature française du XXe siècle, avec 27 volumes et 779 chapitres. Le récit passe ainsi d'un abbé à un professeur, à un ouvrier, à un député, à un marquis... et même à de grands personnages de l'époque, tels Clemenceau, Jaurès, Joffre ou Briand.
En revanche, depuis la seconde moitié du vingtième siècle, le genre du roman-fleuve est considéré comme passéiste ou impossible. Il ne subsiste plus que dans la littérature dite de jeunesse, avec des succès publics spectaculaires comme celui de Harry Potter. C'est la série télévisée qui semble s'être emparée du potentiel de séduction du roman-fleuve.

## Romans de l'âge d'or
- Romain Rolland : Jean-Christophe (1904 - 1912)
- Marcel Proust : À la recherche du temps perdu (1908 - 1922)
- Georges Duhamel : Vie et aventures de Salavin (1920 - 1932) et Chronique des Pasquier (1933 - 1945)
- Roger Martin du Gard : Les Thibault (1922 - 1940)
- Albert Cohen : Belle du seigneur, (1930 - 1968)
- Jules Romains : Les Hommes de bonne volonté (1932 - 1947)
- Jacques de Lacretelle : Les Hauts-Ponts (1932-1935)
- Louis Aragon : Le Monde réel (1933 - 1951)
- Jacques Chardonne : Les Destinées sentimentales (1934 - 1936)
- Henri de Montherlant: Les jeunes filles (1936-1939)